# Miroč (Majdanpek)
Pour les articles homonymes, voir Miroč.
Miroč (en serbe cyrillique : Мироч) est un village de Serbie situé dans la municipalité de Majdanpek, district de Bor. Au recensement de 2011, il comptait 319 habitants.

## Démographie
| 1948 | 1953 | 1961 | 1971 | 1981 | 1991 | 2002 | 2011 |
| ---- | ---- | ---- | ---- | ---- | ---- | ---- | ---- |
| 609  | 687  | 642  | 624  | 501  | 468  | 406  | 319  |

|  |